# Heinz Kapitän
Heinz Kapitän (* 9. April 1915; † 6. Mai 1973) war ein deutscher Fußballspieler.

## Leben
Im Jahre 1925 begann er in der Knabenmannschaft des 1. Limbacher SC 09, heute FSV Limbach-Oberfrohna, mit dem Fußballspiel. Im Alter von 16 Jahren wurde er bereits in der 1. Männermannschaft eingesetzt und ein Jahr später Stammspieler. Er nahm die Position des linken Außenstürmers ein. Mit der Mannschaft wurde er 1934 Meister der Bezirksliga Chemnitz und nahm an den für Limbach erfolglosen Aufstiegsspielen zur Gauliga Sachsen gegen die Sportfreunde Dresden, Fortuna Leipzig und SV Concordia Plauen teil. Daraufhin wechselte Heinz Kapitän zum BC Hartha und bekam eine Anstellung im Textilunternehmen des Fußballmäzens Oscar Möbius in Hartha. Mit dem BC Hartha wurde er 1936/37 und 1937/38 Meister der Gauliga Sachsen gemeinsam mit Fußballnationalspieler Erich Hänel. Sein erstes Endrundenspiel absolvierte er mit Hartha am 4. April 1937 bei einem 1:1-Auswärtsremis gegen den SV Hindenburg Allenstein. Er zeichnete sich dabei in der 25. Minute als Schütze des Ausgleichstreffers aus. In der Gruppenphase belegte seine Mannschaft hinter dem Hamburger SV den zweiten Rang. Bei den Gruppenspielen 1938 ragen die zwei Spiele im April 1938 gegen den späteren Gruppensieger Fortuna Düsseldorf heraus. In beiden Spielen konnte Hartha der Fortuna ein Remis (1:1, 2:2) abringen und Kapitän duellierte sich dabei auf seinem gewohnten linken Flügelposten im damaligen WM-System mit dem Nationalverteidiger Paul Janes.
Kapitän nahm 1938 ein Angebot des Dresdner SC an, der mit den Nationalspielern Helmut Schön, Richard Hofmann und Willibald Kreß eine spielstarke Mannschaft unter Trainer Georg Köhler zusammenstellte. Der DSC wurde 1938/39 und 1939/40 Meister der Gauliga Sachsen und damit Teilnehmer an den deutschen Meisterschaften. Insgesamt bestritt Kapitän 23 Endrundenspiele in der deutschen Fußballmeisterschaft und sieben Spiele in der Hauptrunde um den Tschammerpokal (heute DFB-Pokal). Mit Heinz Kapitän scheiterte der DSC 1939 im Halbfinale um die deutsche Fußballmeisterschaft im Olympiastadion Berlin gegen Schalke 04 im Wiederholungsspiel am 11. Juni 1939 durch eine 0:2-Niederlage, nachdem die erste Partie nach Verlängerung mit 3:3 geendet hatte. Dabei hatte Kapitän in der 75. Minute den DSC mit 3:2 in Führung gebracht. Das Spiel um den dritten Platz gewann Dresden am 17. Juni mit 3:2 gegen den Hamburger SV. Beim 3:3-Remis war Dresden in der Angriffsbesetzung mit Heiner Kugler, Heinrich Schaffer, Helmut Schön, Richard Hofmann und Linksaußen Kapitän angetreten. In den Meisterschaftsjahren absolvierte Kapitän mehrere Lehrgänge des Deutschen Fußball-Bunds (DFB) unter den Trainern Sepp Herberger und Ludwig Leinberger. Kapitän bestritt keine Länderspiele, wurde aber mehrfach in die Auswahlmannschaft des Landes Sachsen berufen.
Nach dem Zweiten Weltkrieg organisierte er gemeinsam mit weiteren Sportfreunden den Fußballsport in seiner Heimatstadt Limbach in Sachsen neu. Mehrfach spielte er für die Stadtauswahl Chemnitz. Kapitän nahm 1949 an einem der ersten DDR-Fußballtrainerlehrgängen teil (zusammen mit Richard Hofmann und Walter Fritzsch). Ab 1950/51 trainierte er die ZSG Altenburg, heute SV Motor Altenburg, die damals in der neugegründeten DDR-Oberliga spielte. Eine Saison später wechselte Kapitän zum Bremer SV als Spielertrainer. Am 4. Juli 1953 legte Kapitän beim Deutschen Fußball-Bund in Frankfurt am Main die Prüfung als Fußball-Lehrer (Lizenz-Nr. 314) ab. Nach mehreren Trainerstationen führte sein Weg 1968 wieder zum Bremer SV, der aus der Regionalliga Nord abgestiegen war. Um alte Mitstreiter aus Limbach-Oberfrohna, Hartha und Dresden wiederzutreffen, besuchte Heinz Kapitän 1971 nochmals seine sächsische Heimat.